# Jeongnyang-myeon
Jeongnyang-myeon (koreanska: 적량면) är en socken i kommunen Hadong-gun i  provinsen Södra Gyeongsang i den södra delen av Sydkorea, 280 km söder om huvudstaden Seoul.